# Canton de Briey
Le canton de Briey est une ancienne division administrative française qui était située dans le département de Meurthe-et-Moselle et la région Lorraine. Le terme de Pays-Haut est utilisé de manière courante pour désigner l’arrondissement.

## Géographie
Ce canton est organisé autour de Briey dans l'arrondissement homonyme. Son altitude varie de 173 mètres à Jœuf à 332 mètres sur la commune d'Avril pour une altitude cantonale moyenne de 248 mètres.

## Représentation

### Conseillers généraux de 1833 à 2015
| Période | Période      | Identité              | Étiquette                  | Qualité                                                                            |
| ------- | ------------ | --------------------- | -------------------------- | ---------------------------------------------------------------------------------- |
| 1833    | 1861         | François Éloy         | Opposition                 | Propriétaire à Briey                                                               |
| 1861    | 1877         | Jean-Charles Rollin   | Appel au peuple            | Ancien avoué Maire de Briey (1862-1878)                                            |
| 1877    | 1889 (décès) | Henry Bertrand        | Républicain                | Propriétaire, Maire de Briey (1878-1889)                                           |
| 1889    | 1895         | Amédée Leblanc        | Républicain                | Maire de Briey (1889-1895)                                                         |
| 1895    | 1901         | Alfred Laurent        | Républicain                | Docteur en médecine, maire de Briey (1895-1904)                                    |
| 1901    | 1907         | Jean-Gabriel Fourrier | Républicain ""dreyfusiste" | Docteur en médecine à Briey, conseiller d'arrondissement                           |
| 1907    | 1937         | François de Wendel    | Nationaliste puis URD      | Ingénieur civil des Mines Maître de forges Député (1914-1933) Sénateur (1933-1941) |
| 1937    | 1940         | Philippe Serre        | JR                         | Avocat Député (1933-1942) Sous-secrétaire d'Etat (1937-1938)                       |
|         |              |                       |                            |                                                                                    |
| 1945    | 1958         | Philippe Serre        | UDSR-JR                    | Avocat Ancien député (1933-1942) Ancien Sous-secrétaire d'État (1937-1938)         |
| 1958    | 1964         | Maurice Peltier       | RI                         | Comptable Maire de Jœuf (1942-1966)                                                |
| 1964    | 1976         | Jean Bertrand         | PCF                        | Dessinateur industriel Maire d'Auboué (1953-1979) Député (1967-1968)               |
| 1976    | 1982         | Colette Goeuriot      | PCF                        | Institutrice Députée (1978-1988) Maire de Jœuf (1977-1995)                         |
| 1982    | 1988         | Jérôme Tonin          | PS                         | Sidérurgiste, Adjoint au Maire de Jœuf de 1977 à 1991                              |
| 1988    | 2001         | Guy Vattier           | UDF-PR                     | Sociologue, maire de Briey Député (8 au 14 mai 1988)                               |
| 2001    | 2015         | André Corzani         | PCF                        | Cadre, Maire de Jœuf depuis 1997 Vice-Président du Conseil général                 |

### Conseillers d'arrondissement (de 1833 à 1940)
Le canton de Briey avait deux conseillers d'arrondissement.
| Période                                  | Période      | Identité                           | Étiquette             | Qualité |
| ---------------------------------------- | ------------ | ---------------------------------- | --------------------- | --- |
| 1833                                     |              | Jean François Bertrand (1775-1842) |                       | Marchand de fer, adjoint au maire de Briey                                                                  |
| 1833                                     | 1852         | Jean François Rollin (1789-1866)   |                       | Avoué, maire de Briey                                                                                       |
|                                          |              |                                    |                       | |
| 1848                                     |              | Dominique Godron (1797-1873)       | Républicain           | Médecin à Boudrezy                                                                                          |
|                                          |              |                                    |                       | |
| 1874                                     | 1892         | Adrien Bidoyen                     |                       | Maire d'Allondrelle                                                                                         |
| 1886                                     | 1891 (décès) | Victor Schons                      |                       | Conseiller municipal de Briey                                                                               |
| av.1888                                  | 1897 (décès) | Jean-Aman Bernard (1837-1897)      |                       | Licencié en droit, notaire à Briey, suppléant du juge de paix                                               |
|                                          |              |                                    |                       | |
| 1892                                     |              | M. Jubert                          | Républicain           | |
| 1892                                     |              | Gustave Godfrin                    | Républicain           | Cultivateur à Lantéfontaine, Président du comice agricole                                                   |
|                                          | 1901         | Jean-Gabriel Fourrier              | Républicain           | Médecin à Briey                                                                                             |
| 1902                                     | 1907         | François de Wendel                 | Nationaliste puis URD | Ingénieur civil des Mines, maître de forges                                                                 |
| 1907                                     |              | M. Thomas                          |                       | |
|                                          |              |                                    |                       | |
| 1925                                     | 1932 (décès) | Alphonse Touchot (1861-1932)       |                       | Maire de Jouaville                                                                                          |
| 1925                                     | 1935 (décès) | Joseph Reblé (1856-1935)           | URD                   | Directeur des mines de Gorcy, maire de Moutiers                                                             |
| 1932                                     |              | Henri Lorentz (1880-1953)          | URD                   | Avocat, maire de Briey                                                                                      |
| 1935                                     |              |                                    |                       | |
| 1937                                     | 1940         | Georges Receveur (1882-1945)       | Front populaire       | Secrétaire du syndicat CGT des métaux à Jœuf, conseiller municipal de Jœuf (1919-1941)                      |
| 1940                                     |              |                                    |                       | Les conseils d'arrondissement ont été suspendus par la loi du 12 octobre 1940 et n'ont jamais été réactivés |
| Les données manquantes sont à compléter. |              |                                    |                       | |

## Composition
Le canton de Briey groupe 9 communes et compte 16 363 habitants (recensement de 1999 sans doubles comptes).
| Communes      | Population (2012) | Code postal | Code Insee |
| ------------- | ----------------- | ----------- | ---------- |
| Anoux         | 287               | 54150       | 54018      |
| Avril         | 579               | 54150       | 54036      |
| Les Baroches  | 348               | 54150       | 54048      |
| Briey         | 4 858             | 54150       | 54099      |
| Jœuf          | 7 453             | 54240       | 54280      |
| Lantéfontaine | 685               | 54150       | 54302      |
| Lubey         | 151               | 54150       | 54326      |
| Mance         | 583               | 54150       | 54341      |
| Mancieulles   | 1 419             | 54790       | 54342      |

## Démographie
| 1962   | 1968   | 1975   | 1982   | 1990   | 1999   | 2006   | 2011   | 2012   |
| ------ | ------ | ------ | ------ | ------ | ------ | ------ | ------ | ------ |
| 22 702 | 21 708 | 20 147 | 17 446 | 16 486 | 16 363 | 16 648 | 17 512 | 17 493 |